# 411vm 11
411vm 11 je enajsta številka 411 video revije in je izšla marca 1995.

## Vsebina številke in glasbena podlaga
Glasbena podlaga je navedena v oklepajih.
- Chaos (Gentry - Outside looking in)
- Switchstance (Rhythm collision - I should have known)
- Profiles Ray Barbee, Ed Templeton (Ray Barbee - Powerline, Fluf - Rooked)
- Wheels of fortune Chad Muska, Jon Comer (DJ Krush - Kemuri)
- Contests Tampa PRO (The nails - 88 lines about 44 women)
- Fine tuning Andy McDonald, Billy Pepper, Dave Duren, Ethan Fowler, Keith Hufnagel, Willy Santos
- Rookies Dave Mayhew, Jerry Fowler (RPM - 2000, Pegboy - Blister)
- Spot check The grind skatepark (The specials - Too much too young)
- Industry Flip
- Road trip  Turneja po Avstraliji z Neil Hendrixom in Jason Ellisom (MCM and the monster - Dash 243)
- Transitions Warped turneja (Face to face - Disconnected, Madness - Madness)

Glasba v zaslugah je Guru - Sights in the city.